# Noel Gallagher’s High Flying Birds
Noel Gallagher’s High Flying Birds ist eine britische Rockband um den Oasis-Musiker Noel Gallagher. Sie wurde 2011 gegründet.

## Geschichte
Am 6. Juli 2011 verkündete Noel Gallagher, der frühere Leadgitarrist der Britpop-Band Oasis, auf einer Pressekonferenz, dass sein erstes Solo-Studioalbum am 17. Oktober 2011 erscheinen und den Titel Noel Gallagher’s High Flying Birds tragen würde. Dies ist auch der Name der Live-Band, mit der Gallagher auf Tour geht und die seine neue Formation wurde.
Das erste Deutschlandkonzert in neuer Formation gab Noel Gallagher mit den High Flying Birds im Kölner Palladium am Sonntag, den 4. Dezember 2011. Dieses Konzert wurde vom WDR zur Ausstrahlung im Rockpalast aufgezeichnet. Am 7. Dezember 2011 war Gallagher mit seiner Band zu Gast in der Harald Schmidt Show und spielte den Song If I Had a Gun.
Im März 2012 kamen Noel Gallagher’s High Flying Birds noch einmal nach Deutschland und spielten Konzerte in Hamburg, Berlin und München.
Gallaghers zweites Soloalbum wurde ebenfalls bereits auf der Pressekonferenz vom 6. Juli 2011 angekündigt, als Zusammenarbeit mit dem Elektronik-Duo Amorphous Androgynous. Am 29. Februar 2012 wurde das erste gemeinsame Lied Shoot a Hole into the Sun als B-Seite auf der Single Dream On veröffentlicht. Gleichzeitig gab Gallagher bekannt, dass der ursprüngliche Erscheinungstermin für das gemeinsame Album nicht eingehalten werden könne und es voraussichtlich erst 2013 erscheint.
Am 27. Februar 2015 erschien das zweite Album von Noel Gallagher’s High Flying Birds, Chasing Yesterday. Danach tourte die Gruppe ausgiebig durch Europa, Japan und die USA. Am 25. September 2015 folgte mit Where the City Meets the Sky – Chasing Yesterday – The Remixes ein Remix-Album mit allen Songs von Chasing Yesterday. Das dritte Album Who Built the Moon? erschien am 24. November 2017.
Ein Best-Of Album der Band namens Back The Way We Came: Vol. 1 (2011 - 2021) mit der Singleauskopplung We are on our way now erschien am 11. Juni 2021.
Im Oktober 2022 erschien die Single Pretty Boy. Mit der darauffolgenden Single Easy Now kündigte Gallagher sein viertes Soloalbum Council Skies offiziell an. Mit Dead To The World, Council Skies sowie Open The Door, See What You Find erschienen weitere Singleauskopplungen, ehe das Album am 2. Juni 2023 erschien.

## Diskografie
Studioalben

| Jahr | Titel                              | Höchstplatzierung, Gesamtwochen, AuszeichnungChartplatzierungen (Jahr, Titel, Platzierungen, Wochen, Auszeichnungen, Anmerkungen) | Höchstplatzierung, Gesamtwochen, AuszeichnungChartplatzierungen (Jahr, Titel, Platzierungen, Wochen, Auszeichnungen, Anmerkungen) | Höchstplatzierung, Gesamtwochen, AuszeichnungChartplatzierungen (Jahr, Titel, Platzierungen, Wochen, Auszeichnungen, Anmerkungen) | Höchstplatzierung, Gesamtwochen, AuszeichnungChartplatzierungen (Jahr, Titel, Platzierungen, Wochen, Auszeichnungen, Anmerkungen) | Höchstplatzierung, Gesamtwochen, AuszeichnungChartplatzierungen (Jahr, Titel, Platzierungen, Wochen, Auszeichnungen, Anmerkungen) | Anmerkungen                             |
| Jahr | Titel                              | DE | AT | CH | UK | US | Anmerkungen                             |
| ---- | ---------------------------------- | --- | --- | --- | --- | --- | --------------------------------------- |
| 2011 | Noel Gallagher’s High Flying Birds | DE11 (5 Wo.)DE | AT16 (4 Wo.)AT | CH10 (5 Wo.)CH | UK1 ×3Dreifachplatin · (60 Wo.)UK                                                                                                 | US28 (2 Wo.)US | Erstveröffentlichung: 16. Oktober 2011  |
| 2015 | Chasing Yesterday                  | DE5 (4 Wo.)DE | AT8 (3 Wo.)AT | CH4 (5 Wo.)CH | UK1 Platin · (44 Wo.)UK | US35 (1 Wo.)US | Erstveröffentlichung: 27. Februar 2015  |
| 2017 | Who Built the Moon?                | DE17 (2 Wo.)DE | AT15 (1 Wo.)AT | CH9 (3 Wo.)CH | UK1 Platin · (34 Wo.)UK | US48 (1 Wo.)US | Erstveröffentlichung: 24. November 2017 |
| 2023 | Council Skies                      | DE8 (3 Wo.)DE | AT13 (2 Wo.)AT | CH11 (2 Wo.)CH | UK2 Gold · (8 Wo.)UK | — | Erstveröffentlichung: 2. Juni 2023      |